# Православие на Филиппинах
Православие на Филиппинах — христианская деноминация, представленная на Филиппинских островах церковными структурами Константинопольского, Антиохийского и Московского православных патриархатов.
На Филиппинах также действуют неканонические деноминации, использующие термин «православный» в своём названии, но не являющиеся частью Православной церкви.

## Появление православия на Филиппинах
Первыми православными христианами на Филиппинских островах были греческие переселенцы, проживавшие в Маниле ещё в начале XVII века; о них упомянул иезуит Педро Мурильо-Веларде в своей книге «История Филиппин». Потомки греческих моряков жили также в городе Легаспи.
В католической церкви Бакларан в Маниле находится православная икона Божией Матери «Всепомогающая» с греческими титлами и восьмиконечным крестом в руках ангела, привезённая в страну в 1906 году и почитаемая чудотворной. Икона была утеряна в период японской оккупации и найдена после войны.

## Константинопольский патриархат
В 1977 году для греческой общины Столичного региона консулом Греции Александросом Адамопулосом был построен в городе Параньяке храм в честь Благовещения Пресвятой Богородицы. В 1995 году основанный Адамопулосом Грекоправославный фонд начал работу по возведению нового храма на месте старого. 5 марта 2000 года Благовещенский храм освятил приехавший на Филиппины патриарх Константинопольский Варфоломей.
В 1990 году католический аббат Викентий Эскарча вместе с основанным и окормляемым им бенедиктинским женским монастырём, расположенным на острове Масбате, присоединился к Константинопольскому патриархату, став первым православным священником-филиппинцем. Обитель на Масбате — единственный православный монастырь на Филиппинах. В 2004 году иеромонах Викентий был отправлен на покой из-за болезни.
В 1995 году епископ одной из неканонических христианских деноминаций филиппинец Филимон Кастро при содействии иеромонаха Викентия перешёл в православие со своими последователями, став священником Константинопольской православной церкви. Он принимал участие в возведении Благовещенского храма в Параньяке, где находится самый крупный православный приход на Филиппинах, и активно трудился на миссионерском поприще, обратив в православие около 600 филиппинцев.
В настоящее время Константинопольский патриархат имеет на территории Филиппин шесть приходов, с декабря 1996 года входящих в новообразованную Гонконгскую митрополию, возглавляемую митрополитом Нектарием (Цилисом).

## Антиохийский патриархат
Миссия Антиохийской православной церкви на Филиппинах началась в 2008 году, когда две христианские деноминации, одна из которых принадлежала к Католической патриархии Востока, а другая — к протестантам-евангеликам, обратились к митрополиту Австралийскому и Новозеландскому Павлу (Салиба) с просьбой о принятии их в лоно православия. После перехода их в Антиохийский патриархат были образованы два викариатства — в Давао и Маниле. Число новообращённых насчитывало несколько сотен человек. 
Появление приходов Антиохийской православной церкви на Филиппинах вызвало резкое осуждение со стороны Константинопольского патриархата в лице митрополита Гонконгского Нектария (Цилиса), который объявил её миссию неканоничной и отлучил от церковного общения мирян, перешедших из Константинопольского патриархата в Антиохийский по причине нестроений на главном приходе. В своих заявлениях митрополит Нектарий исходил из той идеи, что вся православная диаспора должна подчиняться Константинопольскому патриархату.

## Русская православная церковь

### Окормление русской эмиграции
В 1934 году на основании обращения русской диаспоры в Маниле епископом Китайским и Пекинским Виктором (Святиным) был учреждён приход в честь Иверской иконы Божией Матери, действовавший до разрушения приходского храма попаданием снаряда в 1945 году.

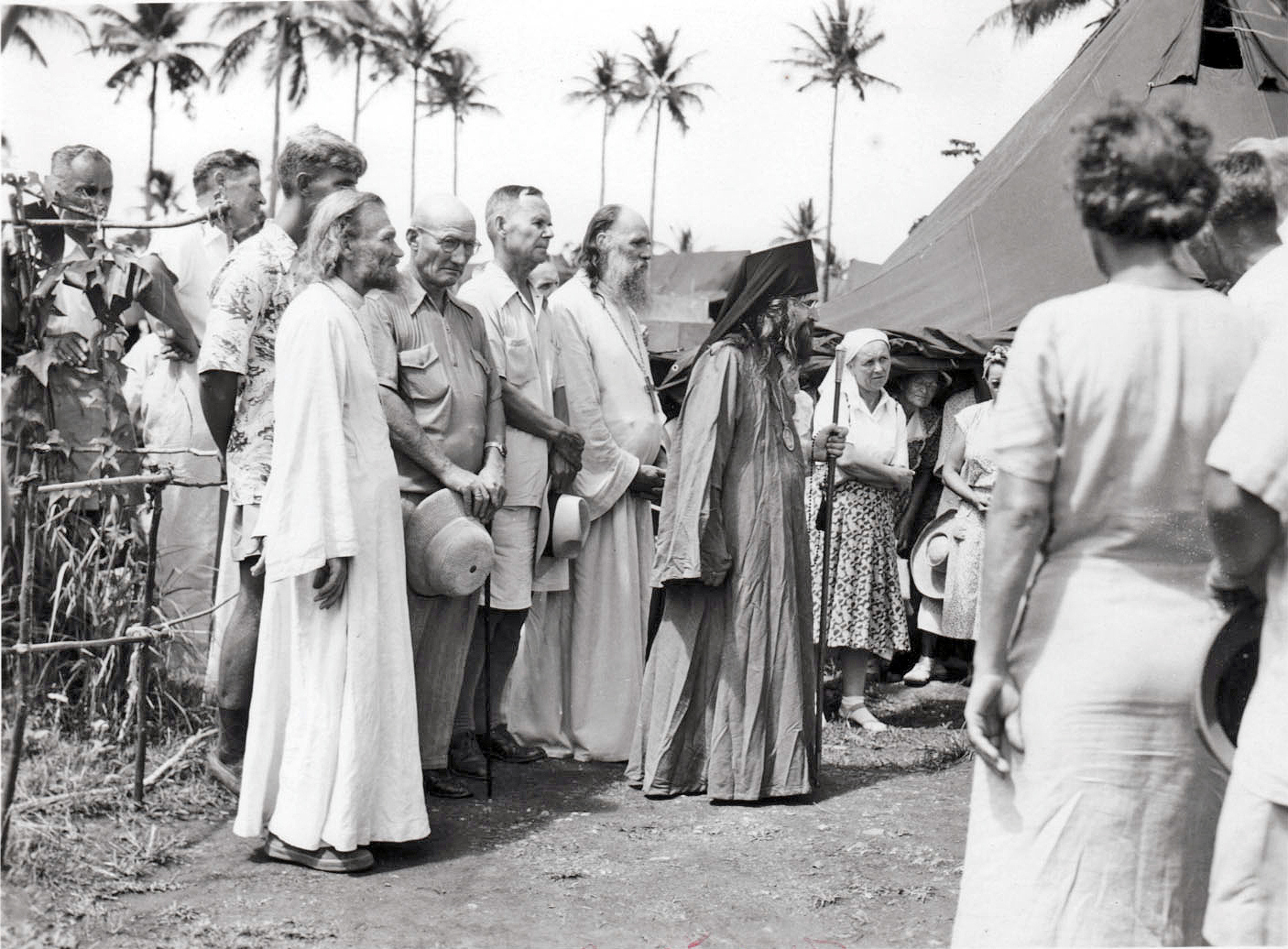
Епископ Иоанн Шанхайский и русские беженцы на острове Тубабао, 1949 год

В 1949 году в необитаемой части острова Тубабао нашли временное пристанище пять с половиной тысяч русских беженцев из Шанхая, спасавшихся от преследования со стороны китайских коммунистов. В апреле того же года на остров прибыл епископ Шанхайский Иоанн (Максимович), посвятивший своё трёхмесячное пребывание на Тубабао нуждам своей паствы. В первые же дни русскими на острове были обустроены две палаточные церкви на территории лагеря, и третья — за его пределами, в переданном филиппинскими властями здании бывшей американской военной церкви. Русская община просуществовала на Тубабао до конца 1951 года. В 2013 году на острове, на фундаменте утраченного храма в честь Пресвятой Богородицы, в котором служил святитель Иоанн Шанхайский, была возведена одноимённая часовня.

### Миссия среди филиппинцев
В 2005 году в Православие перешла община Независимой филиппинской церкви (неофициально называемой «Аглипаянской»), проживающая в городе Макаланготе на острове Минданао. Произошло это вследствие принятия православной веры окормляющим общину отцом Моисеем Кахилигом, ныне иереем Филиппинско-Вьетнамской епархии. Долгое время молитвы и службы совершались в бамбуковой хижине без стен, в 2017 году Патриарший экзарх Юго-Восточной Азии митрополит Сингапурский и Юго-Восточно-Азиатский Сергий благословил строительство храма. 22 февраля 2020 года управляющий Филиппинско-Вьетнамской епархией митрополит Манильский и Ханойский Павел совершил чин великого освящения храма преподобного Серафима Саровского в г. Макаланготе на о. Минданао и Божественную литургию в новоосвященном храме. Возводили храм при активном участии благотворителей из России, большую лепту в строительство внес прораб Игорь Даймонд, много потрудились православные верующие Даваовского благочиния Филиппинско-Вьетнамской епархии.
В 2013 году ещё одна небольшая община Аглипаянской церкви, проживающая в регионе Давао, обратилась за духовным окормлением к иеромонаху Русской православной церкви заграницей Филиппу (Балингиту) из Манилы, филиппинцу по национальности, и приняла крещение по православному обряду вместе со своим священником. Общиной была построена часовня во имя святителя Иоанна Шанхайского. Богослужения совершаются мирянским чином на себуанском языке. Существует радиостанция, транслирующая передачи о православии на английском языке на Южный Давао
В марте 2014 года представители Независимой католической церкви Минданао, одной из многочисленных деноминаций, существующих в Независимой филиппинской церкви, обратились с письмом к Патриарху Московскому и всея Руси Кириллу с просьбой принять их общины в лоно Православия. Выбор в пользу именно Русской православной церкви был сделан после того, как Филиппины дважды посетил священник Кирилл Шкарбуль с гуманитарной помощью семьям, пострадавшим от тайфуна Йоланда в ноябре 2013 года.
В ходе миссионерских поездок священников Георгия Максимова и Кирилла Шкарбуля на остров Минданао там возникли новые приходы Русской православной церкви. Состоялось несколько массовых крещений филиппинцев в океанских водах. Наиболее значительным было крещение в Ладоле 21 августа 2015 года, когда в Православие в полном составе перешла целая община округа Ладон муниципалитета Алабель провинции Сарангани, состоящая из 239 человек. Помимо прихожан Георгий Максимов и Кирилл Шкарбуль крестили в водах Тихого океана двух бывших аглипаянских епископов и четырёх священников, принятых в Православную Церковь как миряне. Экс-епископ Эстебан Вальмера получил православное имя Стефан, его коллега Рохелио Рингор теперь зовётся Георгием, а священников Елизера Делфина, Диоскоро Бергадо, Джона Кольядо и Ренато Буниэля нарекли Елиазаром, Алексием, Тимофеем и Романом соответственно. Таинству предшествовали два года катехизации. Образовавшийся трудами миссионеров приход стал четвёртым для Русской православной церкви на Филиппинах. Покровительствовать ему будет Святой Иоанн Креститель. Пятеро новокрещенных высказали намерение в будущем поступить в одну из православных семинарий на территории России.
26 сентября того же года священники Станислав Распутин и Силуан Томпсон совершили крещение 187 верующих четырех бывших приходов в провинции Сарангани. Крещение также проходило в Тихом океане и длилось около шести часов. Затруднялось оно из-за огромных волн высотой в 2,5 метра (плохая погода помешала священникам принять в православную веру еще 200 человек, для которых была назначена новая дата крещения). После Крещения новообращенные впервые приняли участие в православной Литургии, после которой причастились.
В настоящее время большая часть православных филиппинцев проживает на острове Минданао, их насчитывается около полутора тысяч. Все приходы расположены в отдалении друг от друга, связь между ними затруднена. Храмы и часовни в основном представляют собой типичные для острова постройки из бамбука, некоторые из них являются бывшими аглипаянскими, другие — возведены на пожертвования благотворителей из России и Сербии, средства которых расходуются также на миссионерские поездки и приобретение икон. Богослужения совершаются на церковнославянском, английском, себуанском и тагальском языках. На местные языки переводится и издается богослужебная и катехизаторская литература.
10 февраля 2016 года в Отделе внешних церковных связей Московского патриархата (ОВЦС) состоялось первое заседание рабочей группы по вопросам организации, поддержки и координации миссионерской деятельности Русской православной церкви на Филиппинах.
28 декабря 2018 года приходы Московского Патриархата на Филиппинах включены в состав Патриаршего экзархата в Юго-Восточной Азии. 26 февраля 2019 года в рамках экзархата была создана Филиппинско-Вьетнамская епархия. После освящения храма преподобного Серафима Саровского на о. Минданао епархиальное собрание духовенства и мирян Филиппинско-Вьетнамской епархии  приняло решение об образовании в его составе пяти благочиний: Манильского, Даваовского, Генерал-Сантовского, Вьетнамского и Давао дель Сурского .